# Mwense (Distrikt)

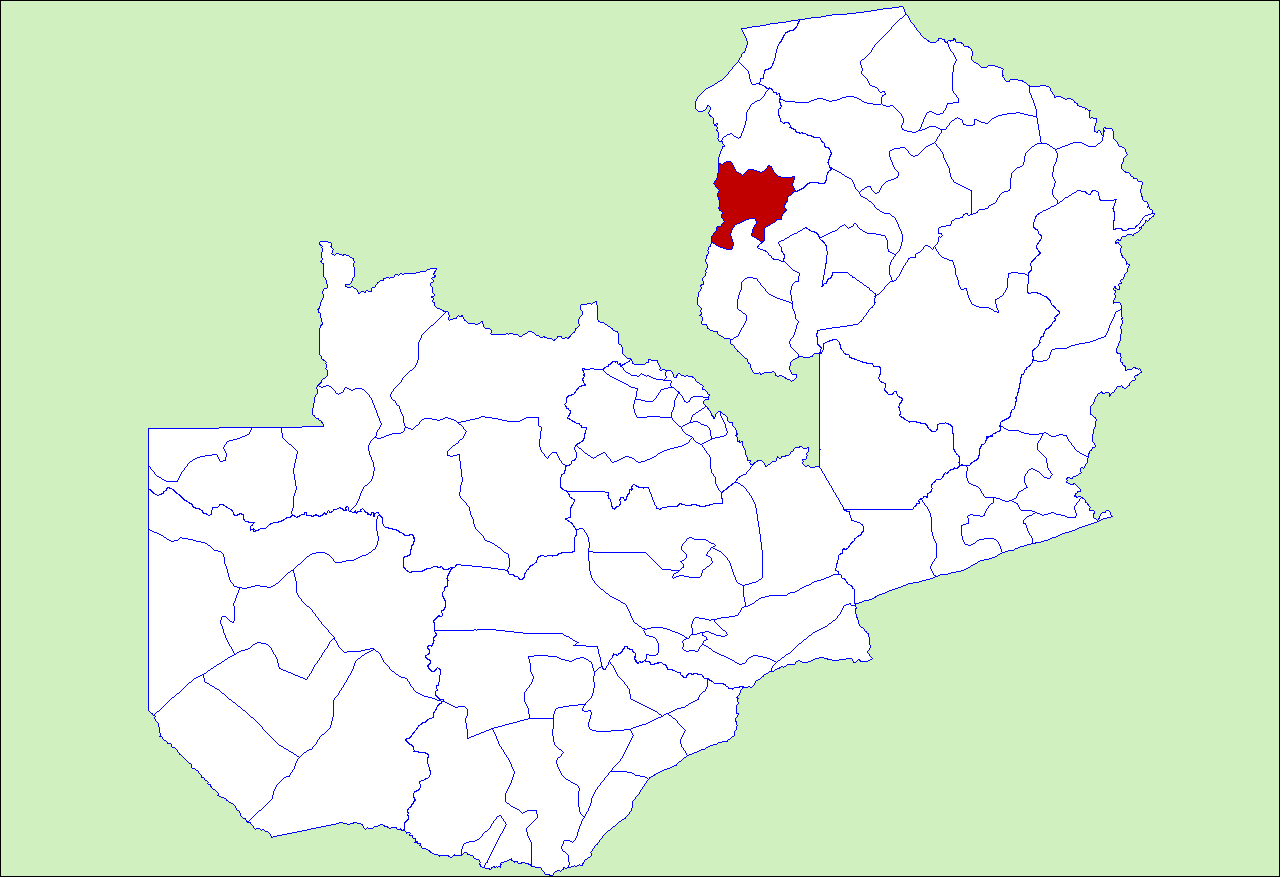
Ehemalige Ausdehnung des Distriktes bis zur Abspaltung des Distriktes Chipili

Mwense ist einer von zwölf Distrikten in der Provinz Luapula in Sambia. Der Distrikt hat eine Fläche von 2441 km² und es leben 122.610 Menschen (2022) in ihm. Seine Hauptstadt ist Mwense.

## Entwicklung
Mwense hatte bis 2012 eine größere Ausdehnung. Der damalige Präsidenten Michael Sata begründete eine Vielzahl an neuen Distrikten. Im Sommer 2012 wurde von ihm der Distrikt Chipili abgespaltet.

## Geografie
Der Distrikt liegt im Norden des Landes und wird durch den Fluss Luapula von der Demokratischen Republik Kongo und der sich dort befindenden Provinz Haut-Katanga getrennt. Angrenzende Distrikte in Sambia sind im Norden Mwansabombwe, im Osten Chipili und im Süden Mansa. Die Nordgrenze wird dabei von dem kleinen Fluss Mununshi und die Ostgrenze von dem Fluss Luongo gebildet. Ebenso durchfließt im Süden der Fluss Lwamfumu den Distrikt.
Mwense ist in 16 Wards aufgeteilt:
- Chachacha
- Chibembe
- Kalanga
- Kaombe
- Kapela
- Kasengu
- Katiti
- Luche
- Lundashi
- Mambilima
- Mpasa
- Munwa
- Musonda
- Nkanga
- Nsomfi
- Pabe Kabesa

## Wirtschaft
Am Fluss Luapula und in den Bangweulusümpfen wird Fischerei und Fischzucht als die bedeutendste wirtschaftliche Tätigkeit im Distrikt betrieben. Die Fischteiche sind in staatlicher Hand. In den höheren Lagen zwischen 1200 und 1500 Metern Höhe überwiegt der Anbau von Mais (2449 kg/ha Durchschnittsertrag) und Kassava mit steigenden Erträgen. Die Böden sind fruchtbar und Wasser gibt es reichlich. Insgesamt gibt es eine weite Palette von Produkten: Bohnen, Sonnenblumen, Erdnüsse, Tee, Kaffee, Baumwolle sowie Obstbäume wie Mango, Orange und Zitrone. Die Viehzucht umfasst Rinder, Milchkühe, Schafe, Ziegen, Schweine, Hühner, Enten sowie die Produktion von Eiern. Der Engpass sind die fehlenden Transportmittel und damit der Zugang zum Markt. Zum Distrikt Kawambwa hin gibt es 7000 Hektar, die für Zuckerrohranbau geeignet sind.